# Senarpont
Senarpont (picardisch Ésnèrpont) ist eine nordfranzösische Gemeinde mit 629 Einwohnern (Stand 1. Januar 2022) im Département Somme in der Region Hauts-de-France. Die Gemeinde liegt im Arrondissement Amiens (seit 2009) und ist Teil der Communauté de communes Somme Sud-Ouest und des Kantons Poix-de-Picardie.

## Geographie
Die Gemeinde liegt an der Mündung des Flüsschens Liger in die Bresle rund acht km südwestlich von Oisemont an der Kreuzung der Départementsstraßen D1015, einer alten Römerstraße, D25 nach Guimerville (Gemeinde Hodeng-au-Bosc) im Département Seine-Maritime am gegenüberliegenden Ufer der Bresle und D211 nach dem 15 km entfernten Hornoy-le-Bourg. Die Bahnstrecke von Aumale nach Le Tréport verläuft jenseits der Bresle außerhalb des Gemeindegebiets.

## Geschichte
1463 verlieh König Ludwig XI. dem Ort das Recht, zwei Jahrmärkte abzuhalten.

## Einwohner
| 1962 | 1968 | 1975 | 1982 | 1990 | 1999 | 2006 | 2011 |
| ---- | ---- | ---- | ---- | ---- | ---- | ---- | ---- |
| 515  | 635  | 727  | 769  | 800  | 770  | 718  | 677  |

## Sehenswürdigkeiten

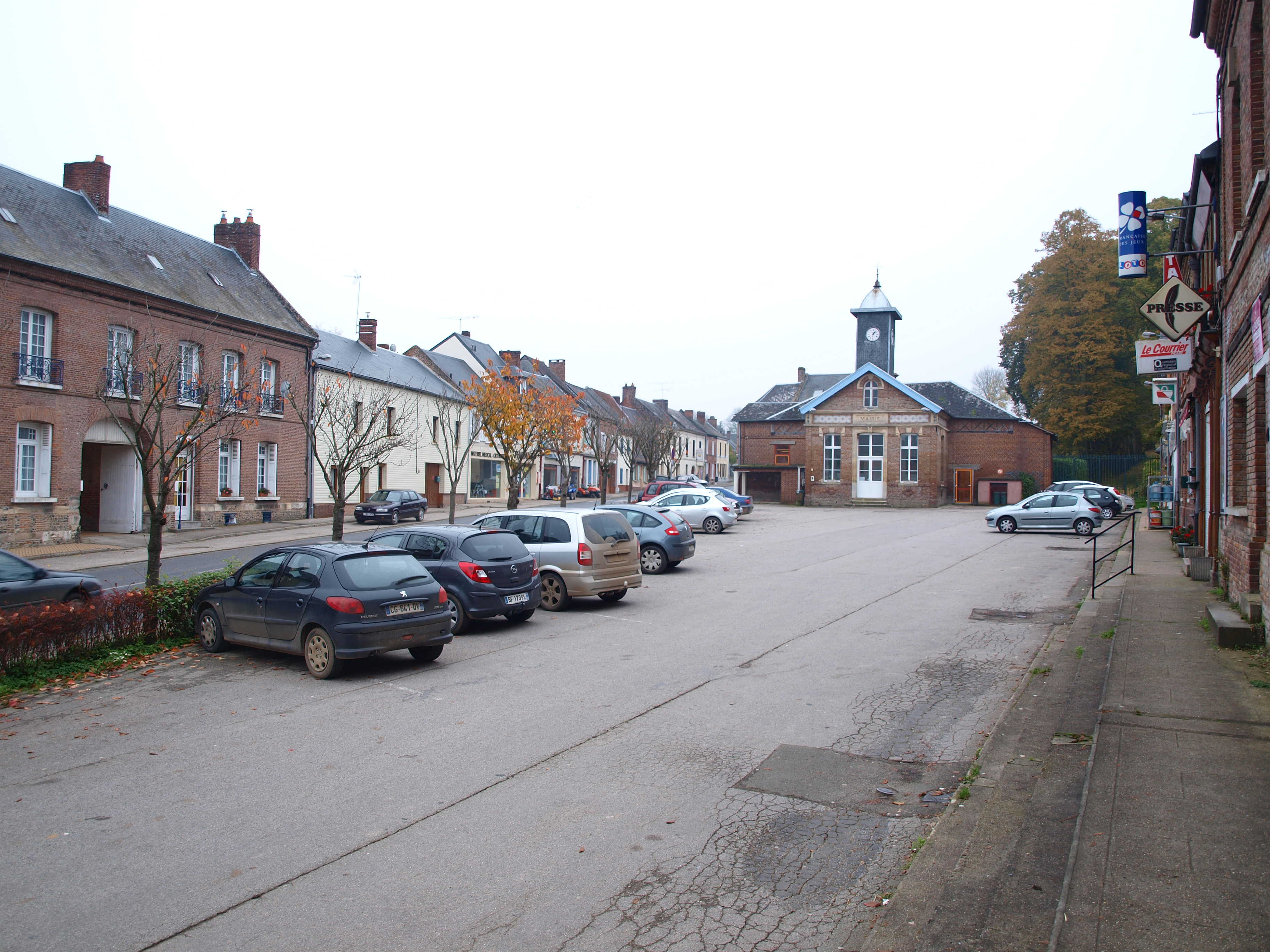
Place du Général Leclerc mit Mairie

- Kirche Saint-Denis
- Kriegerdenkmal

## Persönlichkeiten
- Karl Heinrich von Nassau-Siegen, Prince de Nassau (1743–1808), Weltumsegler und russischer Admiral.